# 石川雄規
石川 雄規（いしかわ ゆうき、1967年2月8日 - ）は、日本のプロレスラー。本名：石川 豊彦（いしかわ とよひこ）。
外国人レスラーからは本名の豊彦（TOYOHIKO）が発音し辛いため、頭の部分をとってTOY（トーイ）と呼ばれている。

## 経歴
アントニオ猪木に憧れて日本大学卒業後にプロレスラーになるため、アメリカへ渡り、カール・ゴッチの紹介でボリス・マレンコが主宰しているマレンコ道場でトレーニングを積む。
1991年3月、日本に帰国してプロフェッショナルレスリング藤原組に入団。
1992年4月19日、藤原組東京体育館大会の対高橋和生戦でデビュー。
1993年1月31日、正道会館主催のグローブ空手大会「トーワ杯カラテ・ジャパン・オープン」に出場して3回戦（1回戦シード）で佐竹雅昭と対戦して左ハイキックでKO負けするも大会特別賞を受賞。
1995年3月、新日本プロレスで開催された「ヤングライオン杯争奪リーグ戦」に出場。
1995年11月19日、藤原組のスポンサーから所属選手の大幅なリストラを提示されたことに反発して藤原喜明を除く所属選手を引き連れて退団。12月、格闘探偵団バトラーツを設立。
1996年4月13日、小田原市川東タウンセンターマロニエホールで旗揚げ戦を開催。
2008年、プロレスリングZERO1-MAXで行われた男女混合タッグマッチでHikaruと前村早紀にボディスラムでうつ伏せにしてニヤニヤしながら襲い掛かるムーブを見せた。
出演者として石川の名前が出ないがよく日本テレビの番組「ダウンタウンのガキの使いやあらへんで!!」のプロレスが絡む企画の際のプロレスラー役で登場する（特に番組企画の「利き○○シリーズ」で回答者が答えを間違えた時にバックヤードから出てきてその人間をシバく役が多い）。
2013年、かつてバトラーツに参戦してWWEでスーパースターとなったサンティーノ・マレラがカナダに設立したプロレスと総合格闘技の道場「バトル・アーツ・アカデミー」のコーチとして招聘されて拠点をカナダに移している。

## 戦績
| 総合格闘技 戦績 | 総合格闘技 戦績 | 総合格闘技 戦績 | 総合格闘技 戦績 | 総合格闘技 戦績 | 総合格闘技 戦績 | 総合格闘技 戦績 |
| --------------- | --------------- | --------------- | --------------- | --------------- | --------------- | --------------- |
| 2 試合          | (T)KO           | 一本            | 判定            | その他          | 引き分け        | 無効試合        |
| 0 勝            | 0               | 0               | 0               | 0               | 0               | 0               |
| 2 敗            | 2               | 0               | 0               | 0               | 0               | 0               |

| 勝敗 | 対戦相手                             | 試合結果                         | 大会名                               | 開催年月日    |
| ×    | 滑川康仁                             | 1R 3:46 TKO（パウンド）          | DEEP2001 7th IMPACT in DIFFER ARIAKE | 2002年12月8日 |
| ×    | クイントン・"ランペイジ"・ジャクソン | 1R 1:52 KO（スタンドパンチ連打） | PRIDE.17                             | 2001年11月3日 |

## 得意技
リバースバイパーホールド
胴締めスリーパーホールド
情念固め
腕取り式逆片エビ固めと同型。
卍固め

## 入場曲
- 初代 : Atlantic Crossing（柴田直人プロジェクト）
- 2代目 : OLD / NEW（吉田兄弟）

## タイトル歴
- ヤングジェネレーションバトル優勝
- NWAインターコンチネンタルタッグ王座

## 映画出演
- 餓狼伝 - 主人公のライバル「梶原年男」役